# Unión de Rugby del Uruguay
La Unión de Rugby del Uruguay es la asociación reguladora del rugby en ese país.

## Reseña
Se creó el 31 de enero de 1951, su sede se ubica en el Estadio Charrúa, en Montevideo y su primer presidente fue Carlos E. Cat. Está afiliada a World Rugby y a Sudamérica Rugby, entes reguladores del deporte a nivel mundial y sudamericano respectivamente y desde 2011 al Comité Olímpico Uruguayo. La URU organiza el campeonato uruguayo en masculino de mayores y otras competencias en categorías juveniles, infantiles, femeninas y en modalidad de Rugby 7. También representa a las selecciones en campeonatos regionales e internacionales, la de mayores es conocida como Los Teros y también está Uruguay A, los juveniles y los equipos masculino y femenino de seven.

## Directiva[4]
- Pablo Ferrari, Presidente
- Antonio Vizintín, Vicepresidente
- Pablo Ferrari, Secretario
- Héctor Lorenzo y Lozada, Tesorero
- Fabio Magno, Vocal
- Fernando De Posadas, Vocal
- Nelson Pache, Vocal
- Daniel Van Rompaey, Vocal
- Andrés Pieroni, Suplente
- Juan Minut, Suplente
- Marcello Calandra, Suplente

## Presidentes[5]
| Nombre                    | Período   |
| ------------------------- | --------- |
| Carlos Cat                | 1951-1957 |
| Jorge Jiménez de Aréchaga | 1957-1962 |
| Eduardo Crispo Ayala      | 1962-1963 |
| Gordon Adams              | 1963-1971 |
| Ernesto Llovet            | 1971-1973 |
| Nigel Davies              | 1973-1975 |
| Domingo Tricánico         | 1977-1977 |
| Ernesto Llovet            | 1978-1983 |
| Andrés Pollak             | 1984-1987 |
| Eduardo Fynn              | 1987-1989 |
| Atilio Rienzi             | 1990-1997 |

| Nombre              | Período   |
| ------------------- | --------- |
| Pedro Bordaberry    | 1998-1998 |
| Richard Van Rompaey | 1998-1998 |
| Jorge Villa         | 1998-1998 |
| Andrés Sanguinetti  | 1999-2001 |
| Atilio Rienzi       | 2002-2003 |
| Antonio Vizintín    | 2004-2005 |
| Pablo Ferrari       | 2006-2007 |
| Gustavo Zerbino     | 2008-2011 |
| Marcello Calandra   | 2011-2014 |
| Sebastián Piñeyrúa  | 2014-2018 |
| Pablo Ferrari       | 2018-     |